# Бианка (спътник)
Вижте пояснителната страница за други значения на Бианка.
Бианка е естествен спътник на Уран, носеща името на Бианка, сестрата на Катерина от пиесата на Шекспир Укротяване на опърничавата. Много малко информация е известна за спътника освен за неговата орбита и размери.
Спътникът е открит на снимки заснети от апарата Вояджър 2 на 23 януари 1986 г., и му е дадено предварителното означение S/1986 U 9. Като алтернатива се употребява Уран 8.
Виж още: астероидът 218 Бианка.